# Lycostomus placidus
Lycostomus placidus là một loài bọ cánh cứng trong họ Lycidae. Loài này được Waterhouse miêu tả khoa học năm 1879.